# Rally de Ourense de 1983
El Rally de Ourense de 1983, oficialmente 16.º Rally de Ourense, fue la decimosexta edición y la octava cita de la temporada 1983 del Campeonato de España de Rally. Fue también puntuable para el Campeonato Noroeste, para el Trofeo de España Femenino, el Desafío Samba, la Copa Fiesta y el Trofeo Autobianchi. Se celebró del 4 al 5 de junio y contó con un itinerario de veintiún tramos que sumaban un total de 164 km cronometrados.

## Itinerario
| Día   | Tramo | Nombre              | Distancia | Hora  | Ganador                     | Tiempo |
| ----- | ----- | ------------------- | --------- | ----- | --------------------------- | ------ |
| Día 1 | TC1   | Castro de Beiro     | 5,85 km   | 15:23 | Genito Ortiz Beny Fernández | 03:34  |
| Día 1 | TC2   | Parada-Laviote      | 9,5 km    | 16:30 | Beny Fernández              | 05:47  |
| Día 1 | TC3   | Brués-Feás          | 5 km      | 16:50 | Beny Fernández              | 02:51  |
| Día 1 | TC4   | Magrós              | 10,3 km   | 17:00 | Genito Ortiz                | 06:10  |
| Día 1 | TC5   | Avión-Beiro         | 13,7 km   | 17:40 | Genito Ortiz                | 08:31  |
| Día 1 | TC6   | Cabanelas           | 6,95 km   | 18:10 | Genito Ortiz Beny Fernández | 04:11  |
| Día 1 | TC7   | Parada-Laviote      | 9,5 km    | 18:53 | Carlos Piñeiro              | 05:59  |
| Día 1 | TC8   | Brués-Feás          | 5 km      | 19:15 | Carlos Piñeiro              | 02:56  |
| Día 1 | TC9   | Magrós              | 10,3 km   | 19:26 | Carlos Piñeiro              | 06:20  |
| Día 1 | TC10  | Avión-Beiro         | 13,7 km   | 20:04 | Carlos Piñeiro              | 08:42  |
| Día 1 | TC11  | Cabanelas           | 6,95 km   | 20:36 | Carlos Piñeiro              | 04:20  |
| Día 1 | TC12  | Castro de Beiro     | 5,85 km   | 21:23 | Carlos Piñeiro              | 03:39  |
| Día 2 | TC13  | Castro de Beiro     | 5,85 km   | 00:23 | Carlos Piñeiro              | 03:44  |
| Día 2 | TC14  | Almorfe-Luintra     | 8 km      | 01:00 | Carlos Piñeiro              | 05:34  |
| Día 2 | TC15  | Pardeconde          | 6,4 km    | 01:34 | Carlos Piñeiro              | 04:26  |
| Día 2 | TC15  | Baldrey             | 3,4 km    | 02:11 | Carlos Piñeiro              | 02:45  |
| Día 2 | TC16  | Maceda-Santa Marina | 5,85 km   | 02:38 | Carlos Piñeiro              | 05:50  |
| Día 2 | TC18  | Almorfe-Luintra     | 8 km      | 03:26 | Carlos Piñeiro              | 05:38  |
| Día 2 | TC19  | Pardeconde          | 6,4 km    | 03:58 | Carlos Piñeiro              | 04:29  |
| Día 2 | TC20  | Baldrey             | 3,4 km    | 04.35 | Carlos Piñeiro              | 02:45  |
| Día 2 | TC21  | Maceda-Santa Marina | 10,25 km  | 05:02 | Carlos Piñeiro              | 05:55  |

## Clasificación final
| Pos. | Piloto              | Copiloto                   | Automóvil           | Tiempo  | Diferencia |
| ---- | ------------------- | -------------------------- | ------------------- | ------- | ---------- |
| 1.   | Carlos Piñeiro      | Carlos Orozco              | Porsche 911 SC      | 1:45:36 | 0.0        |
| 2.   | "Peitos"            | Francisco Javier Salgueiro | Porsche 911 SC      | 1:48:58 | +3:22      |
| 3.   | Salvador Servià     | Jordi Sabater              | Ford Escort RS1600i | 1:55:58 | +10:22     |
| 4.   | Pipo Couret         | Silvia Meléndez            | Ford Escort RS1600i | 1:57:09 | +11:33     |
| 5.   | "Cleherc II"        | J. Rodríguez               | Alfa Romeo GTV      | 1:59:45 | +14:09     |
| 6.   | José Bernardo Pino  | L. Lavín                   | Ford Fiesta XR2 Mk1 | 1:59:55 | +14:19     |
| 7.   | José Luis Graña     | Ramón Vila                 | Ford Fiesta XR2 Mk1 | 2:00:16 | +14:40     |
| 8.   | Evangelino Otero    | P. Montero                 | SEAT 124-1800       | 2:01:35 | +15:59     |
| 9.   | Manuel Vázquez      | Moreno                     | SEAT 124-2000       | 2:02:03 | +16:27     |
| 10.  | Alejandro Outeiriño | E. Manso                   | Ford Escort XR3i    | 2:05:53 | +20:17     |